# National League (hokej na lodzie)
National League – najwyższa klasa rozgrywek ligowych w hokeju na lodzie w Szwajcarii.
Historycznie liga stanowi kontynuację mistrzostw Szwajcarii. Rozgrywki włączono międzynarodowego stowarzyszenia Hockey Europe.

## Formuła
W lidze występuje 12 zespołów. Po rozegraniu sezonu zasadniczego osiem najlepszych zespołów gra w fazie play-off, zaś cztery pozostałe walczą o pozostanie w lidze w fazie play-out. Przegrana drużyna walczy następnie o miejsce w kolejnym sezonie National League z najlepszym zespołem drugiej klasy rozgrywkowej, tj. Swiss League.